# 수삽석남
수삽석남(首揷石枏)은 고려 때 박인량이 지은 설화집이다. <수이전(殊異傳)>에 수록된 설화. <수이전>은 지금 전하지 않고, 이 설화는 <대동운부군옥> 제8권에 실려 전함.
"신라 최항은 자를 석남이라 했다. 그에겐 사랑하는 여인이 있었으나 그녀와의 결합을 부모가 반대, 만나지 못하더니 몇 달 후 죽고 말았다. 여드레 후 항의 혼이 애인의 집에 갔는데 여인은 항이 죽은 줄 모르고 반가이 맞았다. 항이 머리에 꽂은 석남 가지를 나누어 애인에게 주며 말하기를 '부모가 그대와 같이 살도록 허락해 주기에 왔다'고 하니, 여인은 항을 따라 그의 집에까지 왔다. 그런데 항은 담을 넘어 들어간 뒤 새벽이 되어도 나오지 않았다. 다음날 아침 그 집 사람이 온 까닭을 물으매 여인이 사실대로 대답하니 '그게 무슨 말인가. 항이 죽은 지 여드레 만이며 오늘이 장삿날'이라고 말하니, 여인은 말하기를 '석남나무 가지를 나누어 머리에 꽂았으니 가서 조사해 보라'했다. 이에 항의 관을 열고보니 과연 머리에 석남 가지가 꽂혀 있고, 옷은 이슬에 젖어 있었으며 신발이 신겨져 있었다. 여인이 그의 죽음을 알고 슬피 우니 항이 다시 살아나서 함께 늙도록 잘 살았다."